# Granica gdańsko-niemiecka
Granica gdańsko-niemiecka – istniejąca w okresie międzywojennym granica Niemiec i Wolnego Miasta Gdańska o długości 114 km.

## Kształtowanie się wspólnej granicy
Granica została wytyczona przez mocarstwa zachodnie, które powołały do życia Wolne Miasto Gdańsk. Art. 100  traktatu wersalskiego określił granice Wolnego Miasta Gdańska.

## Przebieg granicy
Granica biegła rzeką Nogat, od rozwidlenia z Wisłą do ujścia do Zalewu Wiślanego, a następnie jego wodami do Mierzei Wiślanej, którą przecinała na zachód od niemieckiej wsi Przebrno (niem. Pröbbernau).

## Wybrane przejścia graniczne
- Szymankowo